# Joel Bitonio
Joel Michael Bitonio (San Pedro, California, 11 de octubre de 1991) más conocido como Joel Bitonio, es un jugador profesional estadounidense de fútbol americano que se desempeña en la posición de lineman en Cleveland Browns, equipo de la National Football League (NFL).

## Carrera
Fue seleccionado en la segunda ronda en la Reunión Anual de Selección de Jugadores de la NFL de 2014. Hizo su debut profesional con el equipo Cleveland Browns, donde lleva jugando diez temporadas.